# Konkursamt
Das Konkursamt (KA) ist diejenige Behörde, welche nach schweizerischem Recht für die Durchführung der Konkurse zuständig ist. Vorbehalten bleibt die Einsetzung einer ausseramtlichen Konkursverwaltung.
Die Eröffnung des Konkurses obliegt infolge ihrer besonderen Bedeutung jedoch dem Gericht. Die Durchführung einer allfälligen vorgängigen Betreibung ist Aufgabe des Betreibungsamts.
Bundesrechtlich finden sich einschlägige Vorschriften insbesondere im Bundesgesetz über Schuldbetreibung und Konkurs (SchKG) und in der Verordnung über die Geschäftsführung der Konkursämter (KOV).
Die Verfügungen des Konkursamts können gegebenenfalls bei der Aufsichtsbehörde mittels betreibungsrechtlicher Beschwerde nach Art. 17 SchkG angefochten werden.

## Belege
1. ↑  Hunziker/Pellascio, S. 11; zur Stellung der ausseramtlichen Konkursverwaltung: Art. 241 SchKG; Hunziker/Pellascio, S. 225 f.
2. ↑  Art. 25 Ziff. 2 lit. a, Art. 171, Art. 189, Art. 190 ff. SchKG; Hunziker/Pellascio, S. 17
3. ↑  Hunziker/Pellascio, S. 11